# Mount Adams (Washington)
Mount Adams ist ein 3743 m hoher Schichtvulkan im Kaskadengebirge und nach dem Mount Rainier der zweithöchste Berg im pazifischen Nordwesten der Vereinigten Staaten von Amerika. Bei einigen indianischen Stämmen ist er als Pahto oder Klickitat bekannt.
John Adams, der zweite Präsident der Vereinigten Staaten, ist Namensgeber des Vulkans.
Mount Adams befindet sich im abgelegenen Wildnisgebiet des Gifford Pinchot National Forest, etwa 56 Kilometer östlich des Vulkans Mount St. Helens.

## Geschichte
Die erste schriftliche Aufzeichnung über den Berg stammt aus dem Jahre 1805 durch Mitglieder der Lewis-und-Clark-Expedition. Im Jahr 1901 führte der Bergsteiger und Siedler C. E. Rusk einige Gletscherexperten, darunter Harry Reid, auf den Berg. Reid leitete die ersten systematischen Studien über den Berg und benannte den größten Gletscher. Achtzig Jahre später fand die erste offizielle wissenschaftliche Erforschung durch die USGS statt.
In den Jahren 1929 und 1931 ließ sich Wade Dean ein Grundstück auf dem Gipfelplateau (0,8 Quadratkilometer) eintragen. Er war auf der Suche nach Schwefelquellen, baute einen Pfad und beförderte eine Bohranlage in die Gipfelgegend, mit der er Probebohrungen machte. Nachdem er keine ausreichenden Quellen gefunden hatte, wurde das Projekt 1959 eingestellt.

## Gletscher
Eis (mehrheitlich in Form von Gletschern) bedeckt etwa 16 Quadratkilometer des oberen Gipfels. Das Eis wird durch Niederschläge genährt. Der poröse Fels lässt das Wasser als Quellen außen wieder austreten.
Gletscher bedecken 2,5 Prozent der Oberfläche (während der letzten Eiszeit waren es etwa 90 Prozent). Die meisten der ausgedehnten Gletscher, zum Beispiel Adams, Klickitat, Lyman, Salmon und White, entstammen ursprünglich dem Gipfel.

## Geologie
Der Vulkanismus im Gebiet des Mount Adams begann im späten Pleistozän, vor rund 940.000 Jahren. Bis heute lassen sich etwa zwei Dutzend kleinere explosive Eruptionen im Gipfelbereich und an Seitenkratern nachweisen. An den Flanken in einer Höhe zwischen 2100 und 2600 Metern befinden sich sechs Lavaströme, wobei der mächtigste vor 7000 bis 4000 Jahren entstand und einige eine Länge von über zehn Kilometern erreichten. Beim letzten Ausbruch vor rund 1000 Jahren entstand eine Tephra-Ablagerung und vermutlich ein kleiner Lavastrom an der Ostflanke. Der Vulkan hat ein Volumen von 350 Kubikkilometern und ist somit nach dem Mount Shasta der zweitgrößte Stratovulkan in der Kaskadenkette. Der Berg besteht aus mehreren überlappenden Kappen mit einem Gesamtdurchmesser von 29 Kilometern in Nord-Süd-Richtung und bedeckt eine Fläche von 650 Quadratkilometern. Mount Adams entstand durch die Plattentektonik des Juan-de-Fuca-Rückens, der an der Küste des Gebietes Pazifischer Nordwesten liegt.

## Nebengipfel
- Pikers Peak (3553 m, )